# Warschauer Schloss

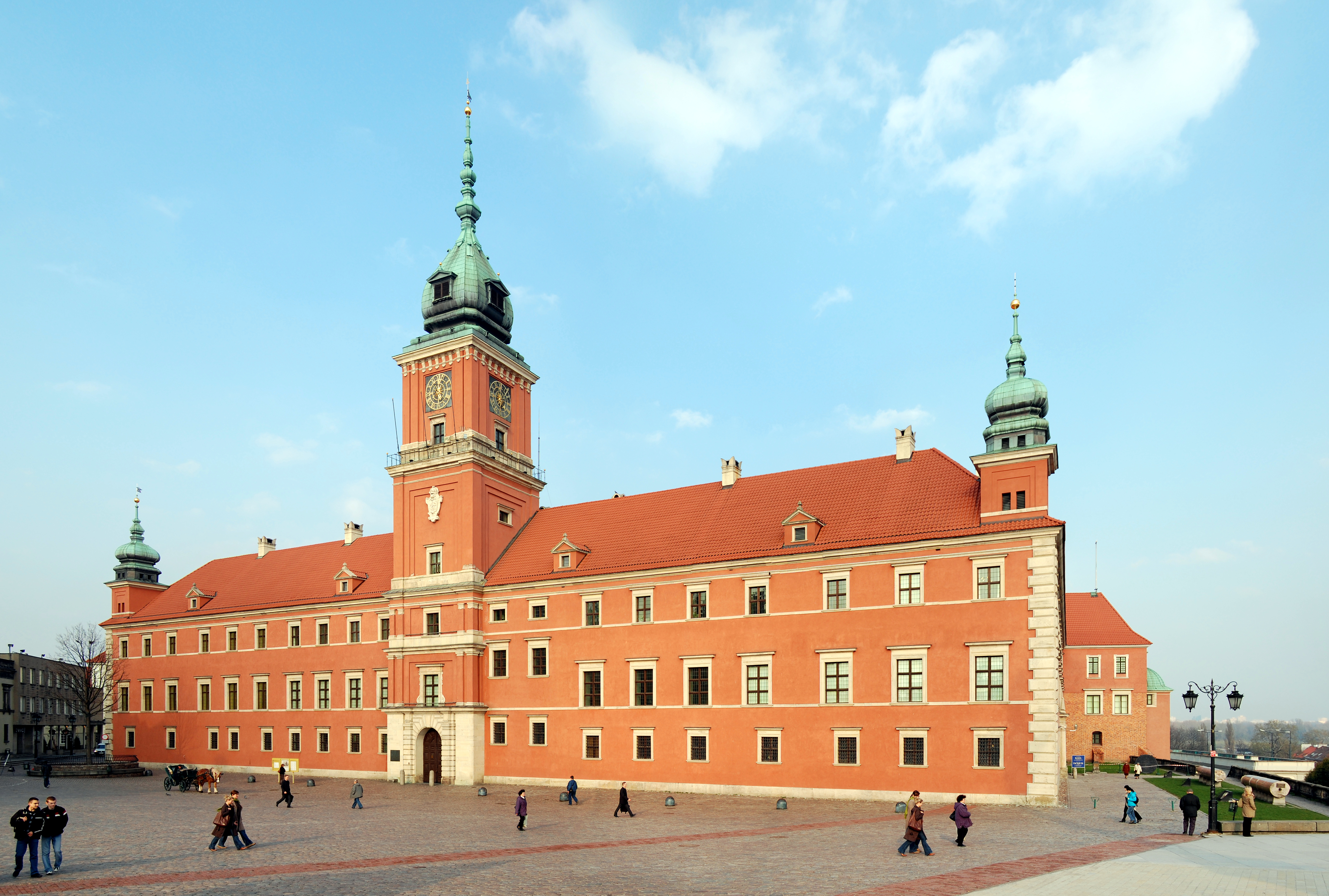
Warschauer Schloss

Das Warschauer Schloss, offiziell das Königliche Schloss zu Warschau (polnisch Zamek Królewski w Warszawie), ist der ehemalige Sitz der Könige von Polen in Warschau. Gegründet im 13. Jahrhundert, wandelte es sich während der Herrschaft von Sigismund III. Wasa zur barocken Vierflügelanlage. Nach der Zerstörung 1944 durch die deutsche Besatzungsmacht wurde es 1971 bis 1984 vom polnischen Staat wiederaufgebaut. Seitdem ist es Sitz des Schlossmuseums und Teil der UNESCO-Welterbestätte Historisches Zentrum von Warschau.

## Geschichte

### Gründung und Ausbau

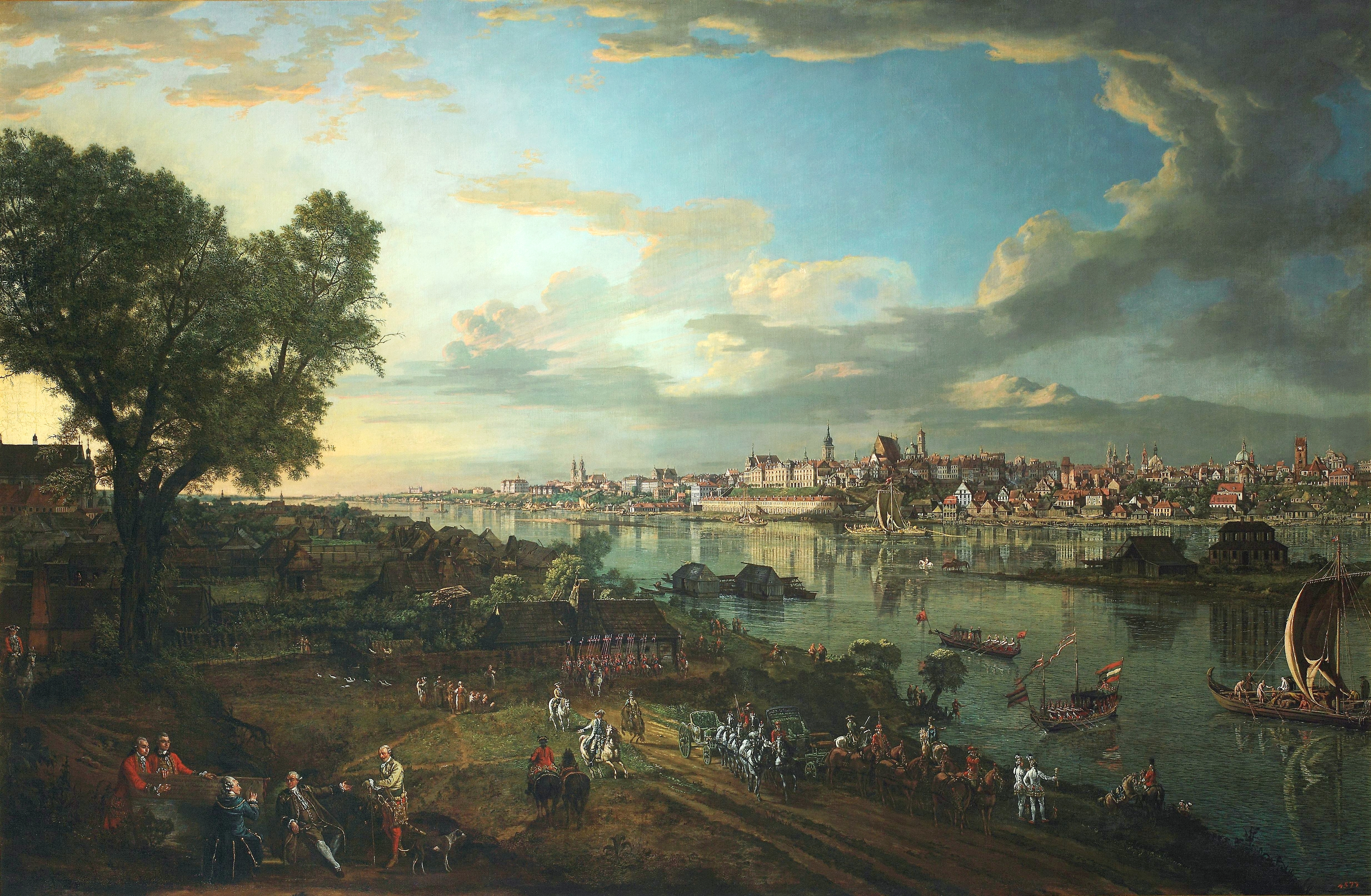
Ansicht von Warschau mit dem Schloss in der Mitte (Canaletto, um 1770)

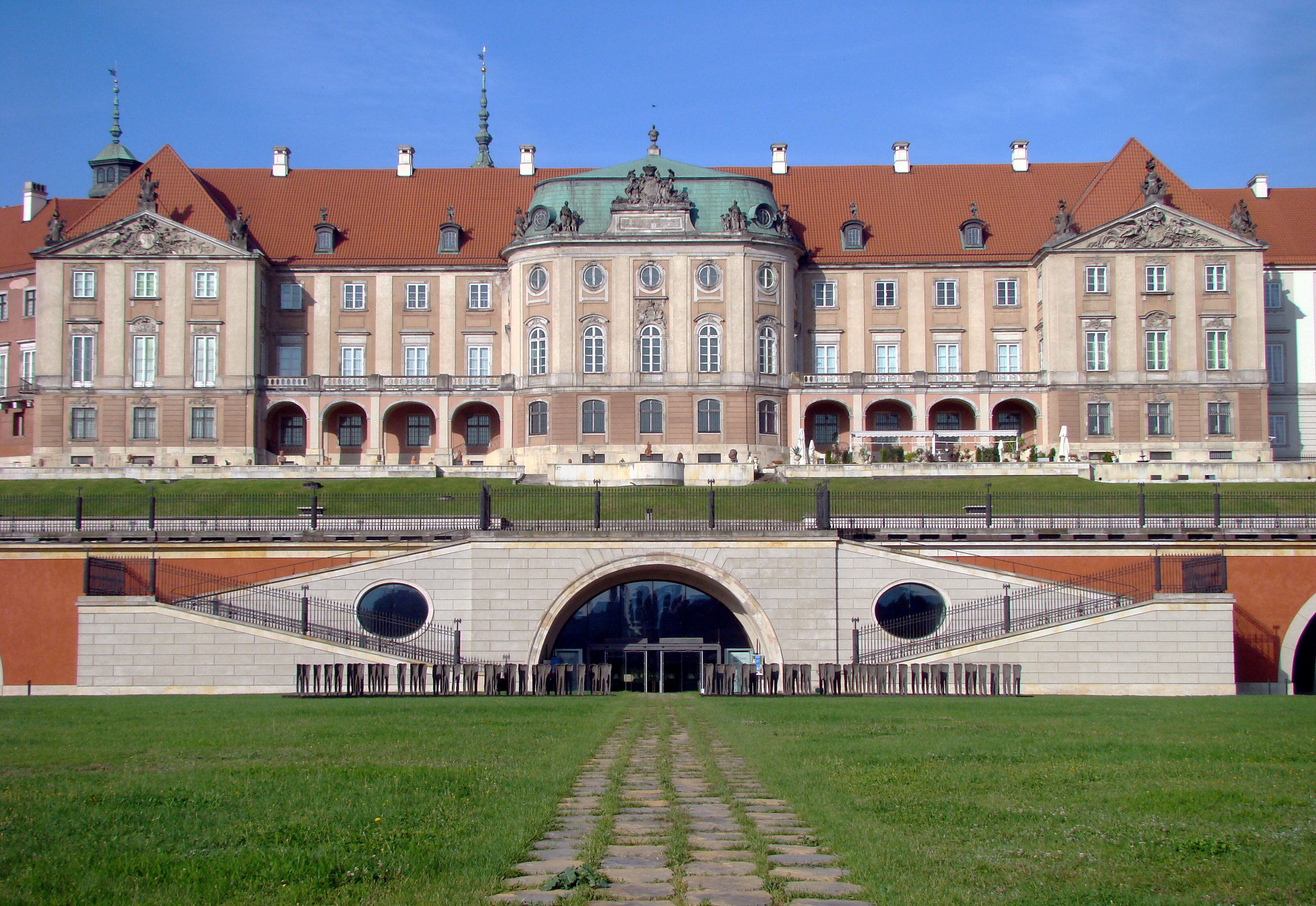
Ostfassade vom Weichselufer

Die Wurzeln des in der Altstadt im Bezirk Śródmieście am Schlossplatz gelegenen Gebäudes gehen auf ein befestigtes Holzgebäude mit einem Wehrturm der Herzöge von Masowien aus dem 13./14. Jahrhundert zurück, wobei der Schlosshügel bereits seit über 800 Jahren dauerhaft bewohnt wird. Zwei größere Gebäude im gotischen Stil (Dwór Wielki, Dwór Mniejszy) entstanden im 15. Jahrhundert. Von diesen Bauteilen sind gotische Mauern am Südflügel des Innenhofs erhalten, die beim Wiederaufbau ab den 1960er Jahren rekonstruiert wurden. Um 1400 wurden die Schlossgärten zwischen Schloss und Weichsel geschaffen und im 16. Jahrhundert im Renaissancestil verändert.
Nachdem Warschau in der Lubliner Union zur ständigen Tagungsstätte des Sejm bestimmt worden war, entstand in den Jahren 1570/1571 ein neues königliches Hauptgebäude im Renaissancestil nach Entwürfen von Giovanni Battista di Quadro. König Sigismund III. verlegte im Jahre 1596 die Hauptstadt Polen-Litauens von Krakau nach Warschau und ließ zwischen 1598 und 1619 ein neues fünfeckiges Schloss errichten, das von den Architekten Matteo Castelli (auch: Castello) und Giacomo Rodondo im Stil des frühen Barock ausgeführt wurde. Sigismunds Sohn Władysław IV. Wasa ließ an der Gartenseite eine Loggia-Galerie und den nach ihm benannten Władysławowska-Turm im Innenhof errichten. Dieser wurde 1637–1643 nach dem Entwurf von Constantino Tencalla angebaut. Während der schwedischen Invasion in der Mitte des 17. Jahrhunderts wurde das Schloss geplündert. Einige der erbeuteten Bauteile wurden bei einem Weichselniedrigwasser im Jahr 2012 wiedergefunden. Im 18. Jahrhundert wurde das königliche Schloss mehrfach umgebaut. Unter dem Wettiner König August III. wurde 1737–1746 zur Weichselseite ein Rokokoflügel errichtet, der über die barocken Schlossgärten ragte. Der Entwurf stammte von Gaetano Chiaveri. Sein Vater August der Starke, als August II. polnischer König, hatte den Bau noch als zu altmodisch verschmäht und bis 1700 im barocken Wilanów-Palast, den er umbauen ließ, residiert und nach seiner Rückkehr auf den Thron 1713 das Sächsische Palais erworben und erweitert.
Besondere Verdienste um das Schloss hat sich König Stanislaus II. August erworben. Er ließ 1765–1771 das Schloss um den Südflügel von Jakob Fontana ausbauen. Damals wurde im Schloss auch eine Malerwerkstatt eingerichtet, die Bacciarelli führte. Er selbst fertigte für das kostbare Marmorkabinett Herrscherporträts an. Die Innenräume des Schlosses entstanden nach den klassizistischen Entwürfen von Domenico Merlini und Jan Chrystian Kamsetzer, es finden sich aber auch Elemente des Rokoko. Zu besonderen Kostbarkeiten dieser Zeit gehören der Ballsaal, der von Joachim Daniel von Jauch ausgebaute Senatorensaal mit dem königlichen Thron sowie eine klassizistische Statue des Chronos von Charles Le Brun im Rittersaal, in dem sich auch sechs Historiengemälde von Marcello Bacciarelli befinden, der Marmorsaal mit den Porträts der polnischen Könige von Marcello Bacciarelli, die von Stanislaus II. August gestiftet wurden. Später wurden noch die Innenräume der königlichen Bibliothek 1814 von Wilhelm Heinrich Minter neukonzipiert, die heute die einzigen Originalräume der Schlossanlage sind.
Am 3. Mai 1791 wurde in den Sälen des Sejm und Senats die erste moderne Verfassung Europas verabschiedet. In diesen Sälen hängen Historiengemälde von Jan Matejko, insbesondere dessen Meisterwerk Die Verfassung vom 3. Mai 1791. Mit den Teilungen Polens verlor das Schloss 1795 all seine Funktionen als Sitz des Königs, des Sejm und des Senats. Nach der Niederschlagung des Novemberaufstandes 1831 plünderten russische Truppen das Gebäude und brachten die wertvollsten Kunstschätze nach Sankt Petersburg. Einen Teil davon erhielt Polen nach dem Frieden von Riga 1921 zurück. Während des Bestehens der Zweiten Polnischen Republik (1918–1939) war das Schloss der Sitz des polnischen Staatspräsidenten. Erster Bewohner war Staatschef  Józef Piłsudski. Im obersten Saal wohnte in der Zwischenkriegszeit neben dem Präsidenten Gabriel Narutowicz der Anwärter für den Literaturnobelpreis Stefan Żeromski. Damals wurden auf den stadtseitigen Fassaden die Gliederungen des 18. Jahrhunderts entfernt und der Zustand aus der Zeit um 1600 wieder hergestellt. Die Dächer erhielten Dachstühle aus Beton. Die Restaurierungsarbeiten endeten mit dem den Ausbruch des Zweiten Weltkriegs.

### Zerstörung und Wiederaufbau

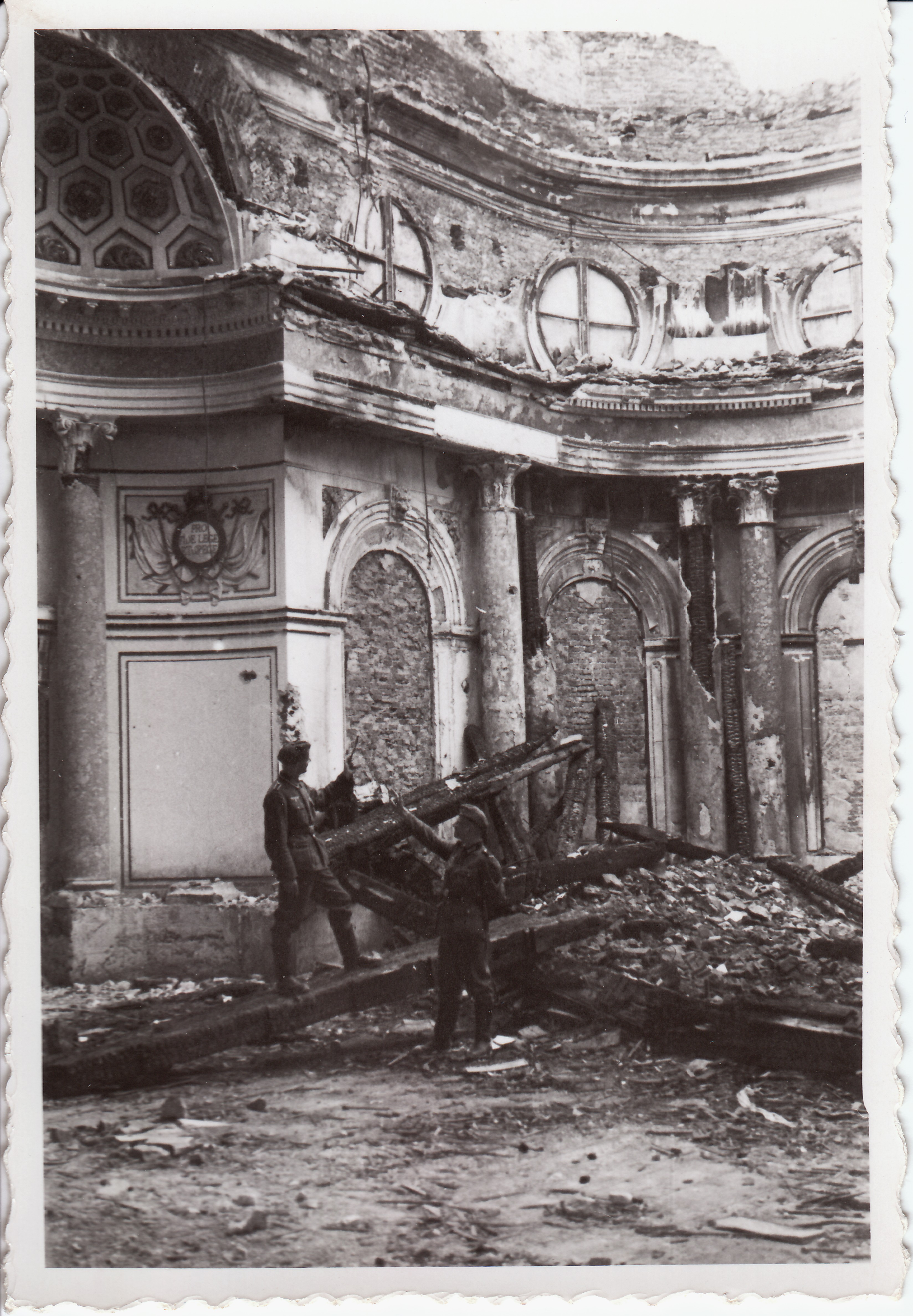
Zerstörtes Schloss im Juli 1940

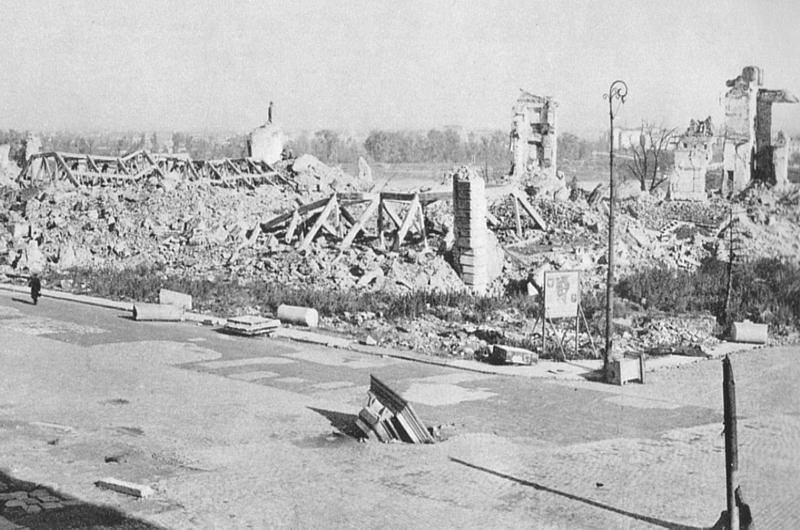
Reste des Schlosses 1945 nach der Zerstörung Warschaus durch deutsche Truppen

Während der Belagerung von Warschau im September 1939 brannte das Schloss durch Bombenangriffe der Luftwaffe weitgehend aus. Danach plünderten Wehrmachtsangehörige unter der Aufsicht von Dagobert Frey die Kunstschätze. Nach der Niederschlagung des Warschauer Aufstandes 1944 ließ Heinrich Himmler das Schloss sowie große Teile der polnischen Hauptstadt durch das Sprengkommando der Technischen Nothilfe planmäßig sprengen.
In der kommunistischen Volksrepublik Polen blieb das einstige Schlossgrundstück zunächst eine Brache, während die Altstadt unmittelbar nach dem Krieg wiederaufgebaut wurde. Erst 1971 veranlasste Staats- und Parteichef Edward Gierek den originalgetreuen Wiederaufbau des Schlosses, der 1984 im Wesentlichen abgeschlossen werden konnte. Vorlage für die Rekonstruktion des Schlosses, wie der gesamten Altstadt, waren die berühmten Veduten Canalettos, die nur das Krakowskie Przedmieście illustrieren und für den Wiederaufbau dieses Teils der historischen Innenstadt herangezogen wurden. Zwanzig dieser Gemälde befinden sich im Canalettosaal. Bereits 1980 wurde das noch in Rekonstruktion befindliche Schloss gemeinsam mit der ebenfalls wiederaufgebauten Warschauer Altstadt ins UNESCO-Weltkulturerbe eingetragen.

## Räume (Auswahl)

### Thronsaal

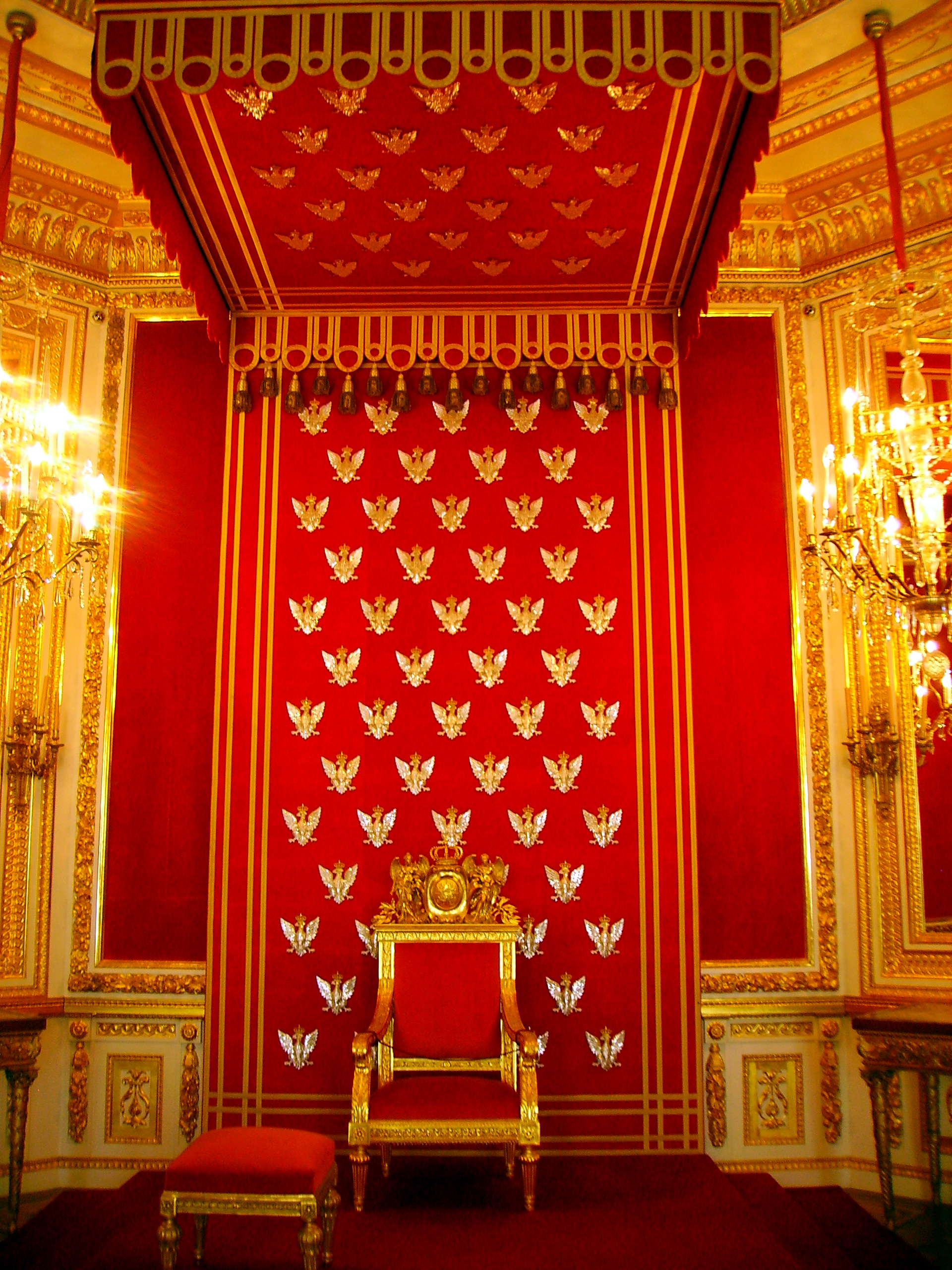
Polnischer Thron

Der kleine Thronsaal mit einem epochalen Kronleuchter präsentiert einen kopierten Thronsessel, der auf einem Podium steht. Gemäß den Erklärungen für Besucher sind jedoch sehr viele Ausstattungsstücke im Original erhalten: Türen, Holzpaneele, Skulpturen. Hinter dem Thron schmücken symmetrische Reihen des silbernen reliefierten polnischen Wappenadlers die rote Wand.

### Schlosskirche
In der Schlosskapelle befindet sich zur Erinnerung an das wechselvolle Schicksal des Landes eine Kapsel mit dem Herzen des Freiheitskämpfers Tadeusz Kościuszko.

### Ballsaal

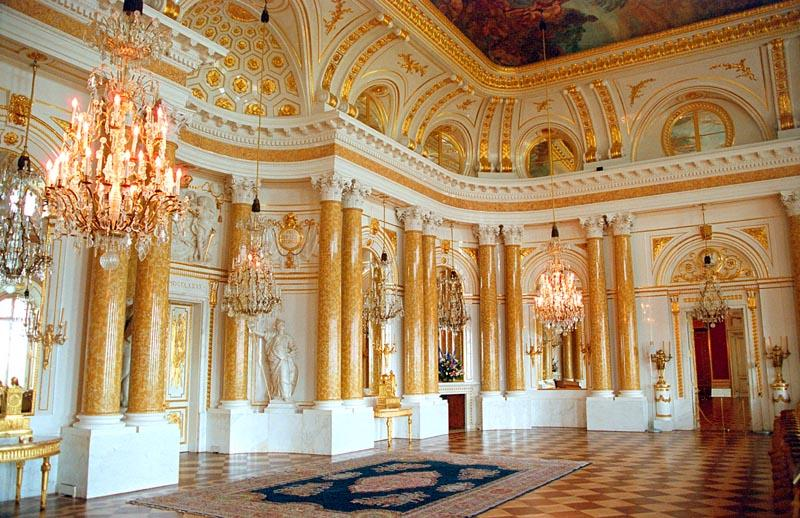
Ballsaal

Hier fallen dem Besucher vor allem die zahlreichen Spiegelflächen auf.

### Gemäldegalerie

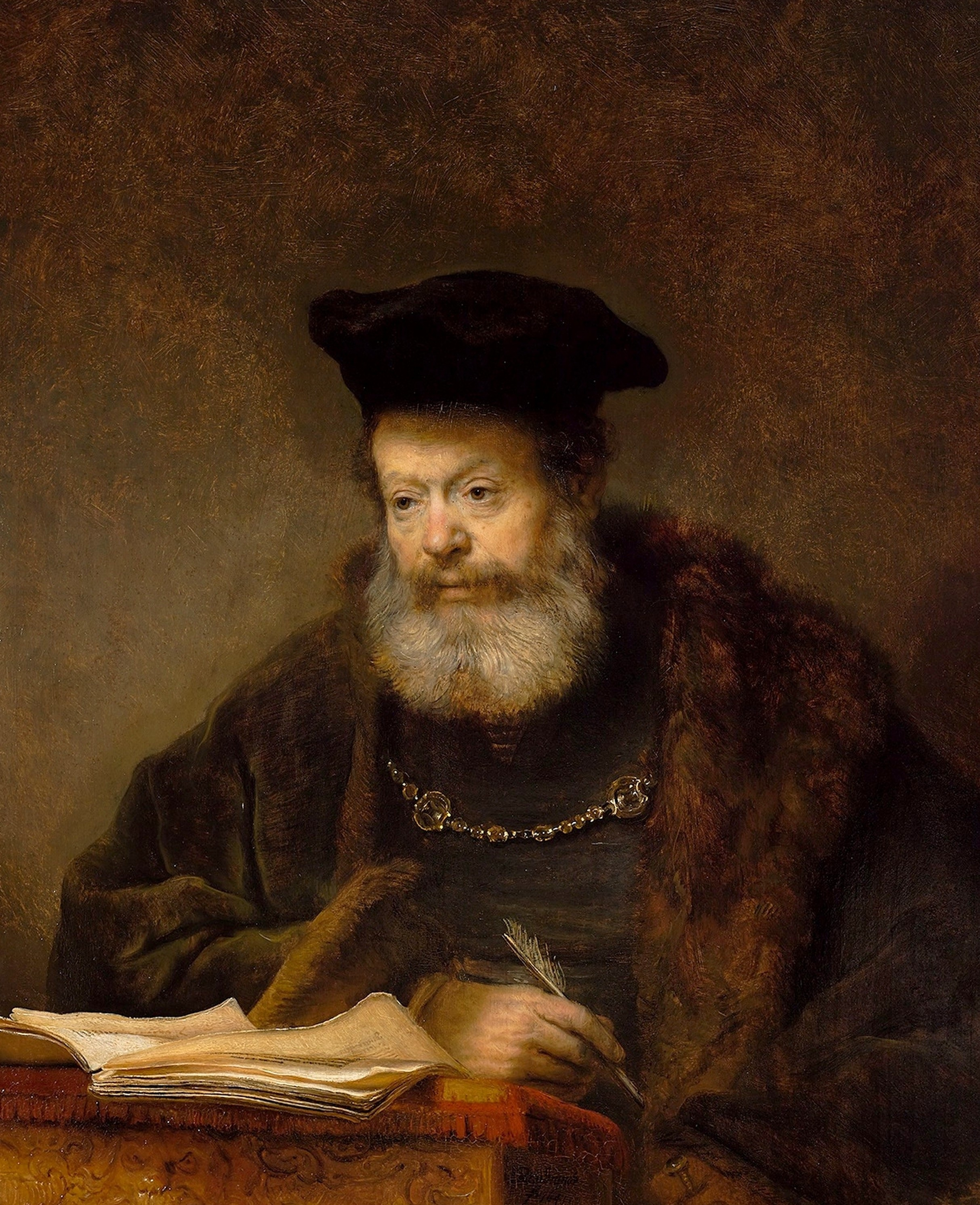
Gelehrter an seinem Schreibtisch von Rembrandt, Teil der Lanckoroński-Sammlung in der Gemäldegalerie

Seit den 1990er Jahren befindet sich im Schloss eine umfangreiche Gemäldegalerie. Große Teile davon gehen auf eine Schenkung der Widerstandskämpferin Gräfin Karolina Lanckorońska zurück, die das Erbe ihres Vaters der polnischen Nation vermachte.  Beachtenswert sind die Originalgemälde Rembrandts: Das Mädchen im Bilderrahmen  (1641) und Gelehrter an seinem Schreibtisch (1641). Ein weiterer Teil der Lanckoroński-Sammlung befindet sich im Schloss Wawel in Krakau. In der Galerie fanden auch zahlreiche Ansichten Warschaus von Canaletto ihren Platz.

### Weitere Räume
Ein Zimmer ist der Darstellung polnischer Orden und Würdenträger gewidmet. Ebenfalls hier befindet sich das Zimmer der polnischen Exilregierung.

### Sonstiges
Seit 2008 ertönt täglich um 11.15 Uhr vom Uhrturm des Schlosses der Warschauer Signalhornruf (poln.: Hejnał warszawski) nach drei Himmelsrichtungen (außer nach Osten).